# Bekő István Márton
Bekő István Márton (Szilágysomlyó, 1970. január 15. –) erdélyi református lelkész, újszövetséges teológus.

## Lelkipásztori szolgálata
2001 szeptemberétől a Székelyudvarhelyen működő Baczkamadarasi Kis Gergely Református Kollégium iskolai lelkipásztora.
2012 őszétől a Székelyudvarhely III. (Bethlen-negyedi) Református Egyházközségben teljesíti a lelkipásztori hivatást.
2012 óta az Erdélyi Református Egyházkerület katekétikai előadója.
2012 óta a Romániai Református Egyház Zsinatának tagja, az egyházzenei, a liturgiai, a fegyelmi és teológiai bizottságok tagja.
2018 óta a Romániai Református Egyház Zsinatának jegyzője.
2023-tól az Erdélyi Református Falinaptár és a Bibliaolvasó Kalauz teológiai munkatársa.

## Külföldi tanulmányok
1995-1996 - Universität Bern, Theologische Fakultät
2002-2003 - Universität Bern, Theologische Fakultät
Évente részt vesz a Magyar Tudományos Akadémia Domus Hungarica kutatási programjában.

## Kutatási eredmények
2010-ben szerzett doktori címet a Kolozsvári Protestáns Teológián Geréb Zsolt és Ulrich Luz szakmai irányítása mellett.
Az újszövetségi csodaelbeszélések olvasóközpontú vizsgálata a Jézus csodáiról szóló elbeszélések Márk evangéliumában c. disszertációban jelent meg.
Tudományos érdeklődése kezdetben a csodaelbeszélések általános magyarázatából indult ki. Ulrich Luz hatására ismerkedett meg az olvasói szemponttal. Ettől kezdve alkalmazta az újszövetségi szövegek vizsgálatában az olvasói szempont felismeréseit. Kvalitatív interjú eredményeinek módszeres kiértékelése által fogalmazta meg az alábbi megállapításait.
A közösségi értelmezés létrejötte egyfelől a szöveg és olvasó, másfelől pedig a közösségen belül létrejövő olvasói kölcsönhatások eredménye. A közösségi olvasat nonlineáris, és benne számos tényező kapcsolódik egybe. A minőségi közösségi szövegértelmezés elengedhetetlen feltétele a szakképzett értelmező jelenléte.
A csodaelbeszélések értelmezésével kapcsolatos hermeneutikai következtetései a következők:
- az újszövetségi csodaelbeszélés több, mint csodáról szóló elbeszélés,
- a csodaelbeszélések megértését alapvetően befolyásolja az olvasónak a valóságról alkotott felfogása,
- a csodaelbeszélések értelmezésében fontos szerepet kapnak az analógiák.[5]

További kutatásai Márk evangéliumának értelmezésével és az újszövetségi szövegértelmezés módszertanával kapcsolatosak.
A budapesti Kálvin Kiadó felkérésére a Márk evangéliumának magyarázata c. munkát készíti.
2023-2024-ben az  MTA Domus Hungarica program keretében az újszövetségi írásértelmezés módszereit kutatja.
Érdeklődési területe kiterjed a református oktatásügy történetére, kiemelten a Székelyudvarhelyi Református Kollégium történetére, amelyről könyve jelent meg.

## Publikációi
Számos publikáció és több könyv szerzője.

### Könyvei
2003-tól újraélesztette a Székelyudvarhelyi Református Kollégium értesítőinek kiadását, amelyeknek 2011-ig felelős szerkesztője volt.
- 2012 – Évszázadokra Előkészítve: A székelyudvarhelyi református kollégium, Kolozsvár: Erdélyi Református Egyházkerület, 2012. 111 p.(ISBN:978-973-7971-65-4)[6]
- 2016 – Jézus csodáiról szóló elbeszélések Márk evangéliumában, Budapest: Károli Gáspár Református Egyetem; L'Harmattan Kiadó, 2016. 321 p., (Károli Könyvek), (ISBN:978-963-236-988-4)[6]
- 2020 - Udvarhelyszéki rózsáskert. A Székelyudvarhelyi Református Kollégium története. Erdélyi Református Egyházkerület. Kolozsvár 2020. 175 p. (ISBN 978-606-8775-11-1)